# Xuân Lộc, Phú Lộc
Xuân Lộc là một xã thuộc huyện Phú Lộc, thành phố Huế, Việt Nam.

## Hành chính
Tính đến năm 2015 (theo Nghị quyết 09/NQ-HĐND tỉnh), xã Xuân Lộc có 4 thôn và 1 bản: Hưng An, Xuân Mỹ, Phụng Sơn, Hưng Lộc và bản Phúc Lộc.